# Športno jadranje
Športno jadranje je vodni šport, ki zajema tako zasnovo in izdelavo jadrnic in jader kot tudi preučevanje vremena, vetrov in morskih tokov. Je raznovrsten in zajema veliko tekmovalnih disciplin, ki potekajo od manjših trimetrskih jadrnicah vse do velikih dvestometrskih. Športno jadranje je v programu poletnih olimpijskih iger vse od prvih Poletnih olimpijskih iger 1896, ko pa je bila tekma zaradi neugodnega vremena odpovedana, in Poletnih olimpijskih iger 1904, ko ga ni bilo na programu. 